# Achelia orientalis
Achelia orientalis is een zeespin uit de familie Ammotheidae. De soort behoort tot het geslacht Achelia. Achelia orientalis werd in 1913 voor het eerst wetenschappelijk beschreven door Schimkewitsch. 